# Улик де Бург (1-й Кланрикард)
Сэр Улик (Уиллеаг) де Бург или Берк, 1-й Кланрикард (англ. Uilleag de Burgh; ? — 1343 или 1353 год) — ирландский дворянин, первый вождь клана Кланрикард (1333—1353). Лидер одной из трех фракций, участвовавших в гражданской войне в роде де Бург в 1330-х годах. К концу конфликта он утвердился вместе со своими потомками как Кланрикард, также известный как Мак-Уильям Уачтар (Верхний Мак-Уильям), независимые лорды Голуэя. Ему наследовал его сын, Ричард Ог Берк (? — 1387).

## Семейное происхождение
Существуют различные мнения относительно происхождения Улика Берка.
Согласно Книге Берков (История генеалогии семейства де Бургов), генеалогическое рукописи, выполненные в 1570-х годах для Сиана Мак Оливера Берка в графства Мейо, Улик Берк был сыном Ричарда Мак Уильяма де Бурга, внебрачного сына Уильяма Лаита де Бурга, который был сыном Ричарда Ога де Бург, внебрачного сына Уильям де Бург (? — 1206), основателя династии де Бург/Берк в Ирландии. Такое же происхождение дает Дуалд МакФирбис в его Leabhar na nGenealach (Книга генеалогий), составленная в основном в 1649—1650 годах, и ее пересмотренном сокращении Cuimre na nGenealach (Связь генеалогий) 1666 года. Это родословная, представленная Джоном О’Хартом в его ирландских родословных или «Происхождение и корни ирландской нации» (1876 г.), а также в Оксфордской «Новой истории Ирландии» (1984), где авторы пишут: «Происхождение линии Кланрикард не доказано абсолютно, но происхождение содержится в лучших ирландских генеалогических источниках и не противоречит современным источникам» .
С этой точки зрения Улик Берк был бы лидером незаконной ветви семьи де Бург, которая уже была сильна в Южном Коннахте и смогла использовать конфликт 1330-х годов, чтобы утвердиться в качестве независимого лорда. Название «Clanricarde», впервые записанное в 1335 году, должно было отражать их происхождение от Ричарда Ога де Бурга и, возможно, уже находилось в неофициальном употреблении в течение нескольких поколений.
Однако, как отметил ирландский историк Мартин Джозеф Блейк в 1911 году, приведенная выше родословная не лишена своих проблем. В частности, известно, что Уильям Лиат де Бург, основатель францисканского аббатства в Голуэе, умер в 1324 году. Как пишет Блейк, «принимая во внимание эти даты, очевидно, что он вряд ли мог быть внуком (как представляют его эти авторы) первого Уильяма де Бурга в Ирландии, который умер в начале 1206 года, как свидетельствуют английские государственные архивы». В родословной Макфирбиса также отсутствует преемник Берка Ричард Ог Берк, существование которого хорошо засвидетельствовано. Блейк приходит к выводу, что Макфирбис и более ранняя рукопись «точны в отношении генеалогии, которую они дают Мак Уильяму Бурку из Мейо (Mac William Eighter), но что у них не было точной информации относительно ранней части родословной Мак Уильям Бурков из Клана-Рикард (Mac William Oughter) и они могли только догадываться об этом — с неудивительным результатом, что они сделали беспорядок в ней».
Другая родословная Берка была дана Джоном Лоджем в его книге «Пэрство Ирландии» (2-е изд., 1789), а затем Эдмундом Лоджем в его книге «Генеалогия существующего британского пэрства» (1832) .
Согласно этой версии Уильям Лиат де Бург был идентичен с Уильямом де Бургом, который был сыном Уильяма Ога де Бурга, погибшего в битве при Ат-ан-Чипе в 1270 году , и отцом Уолтера Лиата де Бурга, который умер от голода в 1332 году, вызвав гражданскую войну в роде де Бург. С этой точки зрения Уильям Лиат де Бург был самым влиятельным англо-нормандским дворянином во всем Конноте, уступая только своему кузену Ричарду Огу де Бургу, 2-му графу Ольстерскому среди членов клана де Бург. Улик де Бург представлен как сын Уильяма Лиата де Бурга и, таким образом, брат Эдмонда Албанаха де Бурга и Уолтера де Бурга, при этом Улик и Эдмонд в конечном итоге разделили Коннахт между собой в конце конфликта как братья. Мартин Джозеф Блейк утверждает, что Берк, который был сыном Ричарда Ан Форбхейра, должен быть отождествлен с Уликом Берком из Умхайла, предком Бурков из Оулеса в графстве Мейо.
Более того, недавние исследования пролили свет на истинную раннюю родословную семьи де Бург (Burke), особенно примечательно, что Ричард Ог де Бург, незаконнорожденный сын Уильяма де Бурга (? — 1206), никогда не существовал и был полным генеалогическим изобретением. Обе статьи Оксфордского словаря национальной биографии, опубликованные в 21 веке об Уильяме де Бурге (? — 1206) и его сыне Ричарде де Бурге (? — 1243), подтверждают, что у старшего Уильяма (умер в 1206 году) был только один сын по имени Ричард де Бург (умер в 1243 году). Таким образом, среди известных историков генеалогии широко распространено мнение, что у Уильяма де Бурга (умершего в 1206 году) было всего три сына (Ричард Мор де Бург, 1-й лорд Коннахта; Хьюберт де Бург, епископ Лимерика; и Уильям де Бург, шериф Коннахта), и только один из них носил имя Ричард де Бург. Таким образом, именно младший сын Ричарда Мора де Бурга (умер в 1243 году), Уильям Ог де Бург (? — 1270), является предком клана Кланрикард.

## Первый Кланрикард
После смерти Ричарда Ога де Бурга, 2-го графа Ольстера (1259—1326), в 1326 году, графство перешло к его внуку Уильяму Донну де Бургу, 3-му графу Ольстеру (1312—1333), которому тогда было 14 лет. Уильям становился все более отчужденным и подозрительным по отношению к двум своим старшим лейтенантам, Генри де Мандевилю в Ольстере и Уолтеру де Бургу в Коннахте. В 1331 году он приказал арестовать Генриха де Мандевиля, а на следующий год — Уолтера де Бурга и двух его братьев. Затем он приказал умертвить Уолтера голодом. Джилл де Бург, сестра Уолтера и жена Роберта де Мандевиля, брата Генриха, замышляла месть, и в июне 1333 года молодой граф был убит, проезжая через Каррикфергус, членами своей собственной свиты, членами и приближенными семьи де Мандевилей.
Эта акция спровоцировала открытую гражданскую войну между различными ветвями семьи де Бург. Единственная наследница графа, его малолетняя дочь Елизавета де Бург, 4-я графиня Ольстерская (1332—1363), была увезена в Англию после смерти своего отца и потеряла контроль над своими землями. Война вспыхнула среди гэльско-ирландских арендаторов покойного графа — многие из которых изгнали англо-ирландцев — и среди трех главных членов семьи де Бурга:
- Эдмонд де Бург (ок. 1298—1338) из Каслконнелла (ныне графство Лимерик), оставшийся в живых брат второго графа Ольстера, старший член прямой семьи де Бург.
- Эдмонд Альбанах де Бург (? — 1375) из Северного Коннахта (главным образом графство Мейо)
- Улик Берк из Аннахкина в Южном Коннахте (главным образом восточный округ графства Голуэй)

Последовала серия рейдов и контррейдов, в результате которых Эдмонд де Бург, как сообщается, опустошил большую часть Коннота в 1335 году. Но в 1338 году Эдмонд де Бург был загнан в угол и пойман в Баллинробе своим двоюродным братом Эдмондом Альбанахом, который, согласно Анналам четырех мастеров, «прикрепил камень к его шее и утопил его в Лох-Маске».
После этого к 1340 году сильно ослабевшая семья разделилась на три отдельные, независимые лордства:
- Клануильям Берк из графства Лимерик
- Мак Уильям Иохтар из графства Мейо
- Кланрикард из графства Голуэй

Улик Берк оставался вождем клана Кланрикард до самой своей смерти в 1343 (или 1353 ?), когда ему наследовал его старший сын Ричард Ог Берк (1353—1387).